# Gordon Adam (wioślarz)
Gordon Belgum "Gordy" Adam (ur. 26 maja 1915 w Seattle, zm. 27 marca 1992 w Laguna Hills) – amerykański wioślarz i inżynier, złoty medalista olimpijski.
Wystąpił na igrzyskach olimpijskich w Berlinie w 1936, gdzie reprezentanci USA w składzie: Herbert Morris, Charles Day, Gordon Adam, John White, James McMillin, George Hunt, Joe Rantz, Donald Hume i Robert Moch (sternik) zdobyli złoty medal w ósemkach. W finale o 0,6 sekundy wyprzedzili osadę Królestwa Włoch, a o 1 sekundę wyprzedzili osadę III Rzeszy. Był to jego jedyny start olimpijski.
Kształcił się na University of Washington, uzyskując dyplom inżyniera. Ponad 30 lat pracował w koncernie Boeing, między innymi przy samolotach B-17, B-29, 707 i 727.